# Kyocera Unimerco
Kyocera Unimerco A/S er et dansk selskab, der er ejet af det japanske konglomerat Kyocera. Det danske selskab blev i 1964 grundlagt i Sunds ved Herning under navnet Unimerco og driver produktion og salg af skærende værktøjer, måleværktøjer og værktøjer til befæstelse. I 2011 blev alle aktiviteter overtaget af Kyocera.

## Produkter
Koncernen omfatter en værktøjsdivision (Kyocera Unimerco Tooling), som beskæftiger sig med optimeringsrådgivning og salg af værktøjsløsninger til spåntagende bearbejdning samt måle- og kontrolværktøj til fremstillingsindustrien, og en befæstelsesdivision (Kyocera Unimerco Fastening), der leverer bl.a. søm-, dykker- og klammepistoler samt tilbehør og befæstelsesartikler til byggebranchen.

## Reflist
1. ↑  "Finans: Unimerco solgt i milliardhandel". Arkiveret fra originalen 13. februar 2021. Hentet 16. december 2014.
2. ↑  Kyocera Unimercos historie